# Dolmen de Gallardet
Le dolmen de Gallardet, également nommé dolmen du Pouget est un dolmen situé sur la commune du Pouget dans le département de l'Hérault dans le sud de la France.

## Historique
Le dolmen a été fouillé en 1956 et il a subi plusieurs fouilles clandestines par la suite. Compte tenu de son état de délabrement avancé, il a fait l'objet d'une restauration complète durant la période 1981-1984,.

## Le dolmen
Le dolmen a été édifié au sommet d'une colline dominant la rive gauche de la plaine de l'Hérault. 

### Architecture
La nature et la taille initiale du tumulus demeurent inconnues car il avait déjà pratiquement disparu avant fouille mais trois grosses pierres équidistantes, pouvant avoir appartenu à un mur périphérique, ont été découvertes à 10 m du centre du monument. Le tumulus devait probablement être circulaire. Le tumulus actuellement visible (20 m de diamètre) est composé uniquement de terre et résulte de la restauration.
Le couloir ouvre au sud/sud-est. Il ne subsistait que sur 2,60 m de longueur mais en tenant compte de la pente réelle du sol on peut admettre une longueur originelle d'au moins 4 m. Il est très légèrement concave vers l'intérieur et sa largeur passe de 0,90 m jusqu'à 1,20 m. Il est délimité par des murs appareillés. Le passage du couloir à l'antichambre est matérialisé par deux orthostates placés perpendiculairement à l'axe principal. La dalle nord-ouest mesure 1,25 m de haut sur 1,25 m de large à la base et son sommet a manifestement été arasé. La dalle nord-est mesure 1,40 m de haut sur 0,80 m de large à la base et son sommet a été arrondi. 

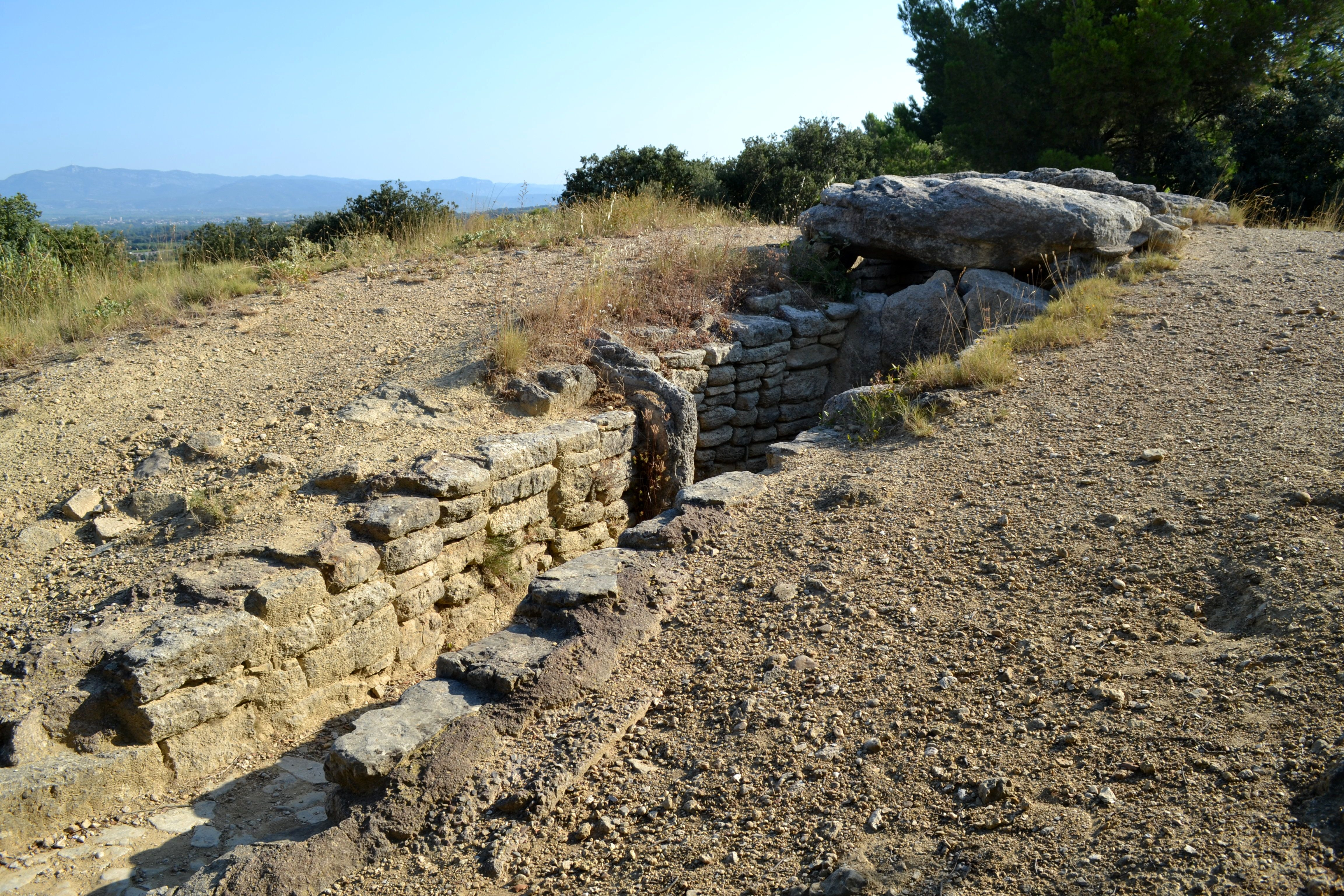
Couloir et antichambre séparés par des orthostates transversaux.

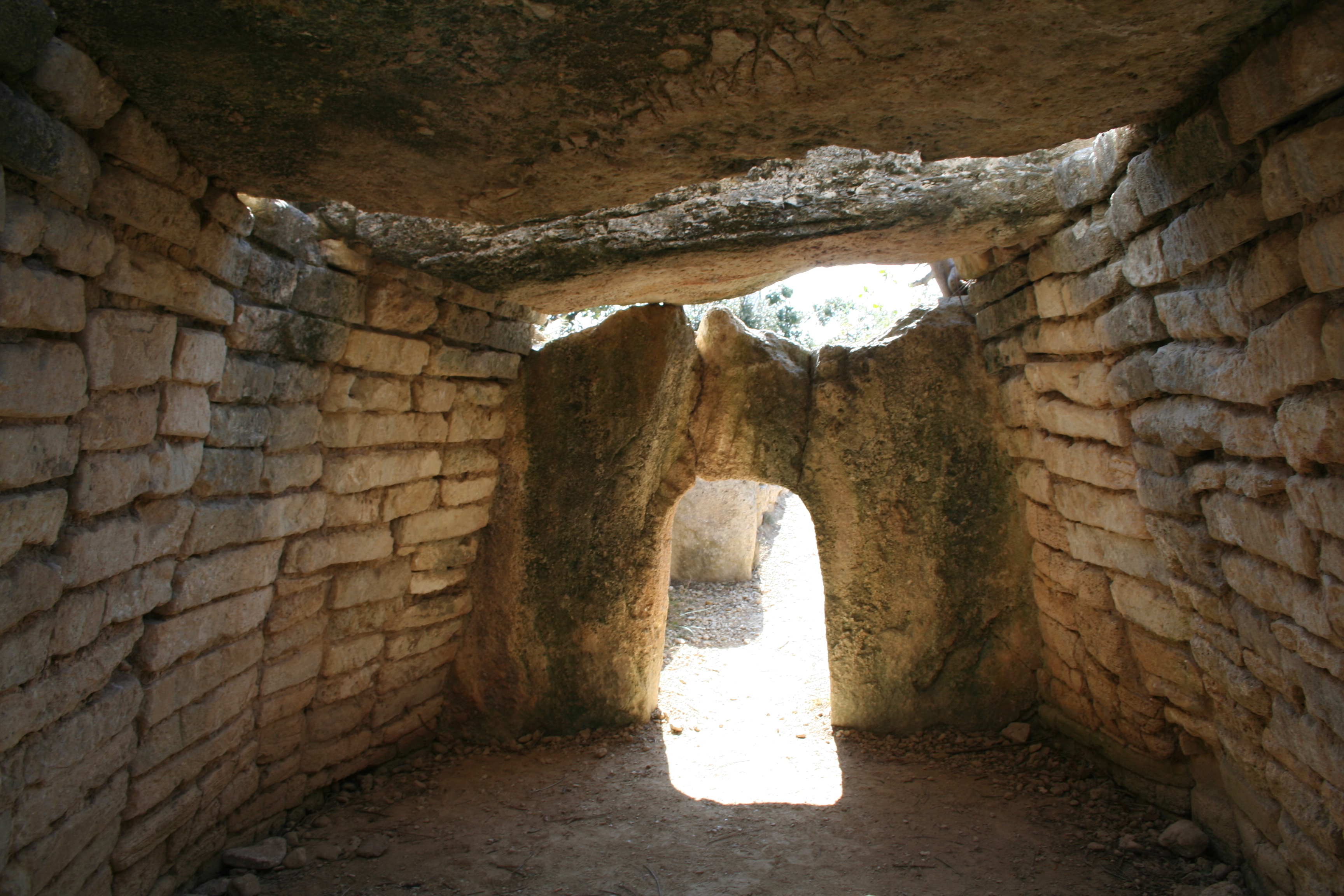
La dalle-porte vue depuis l'intérieur de la chambre.

L'antichambre est de forme trapézoïdale : elle mesure 2,50 m de long pour une largeur comprise entre 1,70 m côté chambre et 2,15 m côté couloir. Les murs ont été conservés sur 1,20 m : il s’élèvent avec un léger encorbellement dessinant un surplomb de 0,25 m. Le dallage du sol de l'antichambre est encore visible par endroit. Le passage de l'antichambre à la chambre est marqué par une monumentale dalle-porte de 4,25 m de largeur à la base, 2,12 m de hauteur et 0,50 m d'épaisseur. Elle est percée par une ouverture en forme de trapèze aux angles arrondis de 1,25 m de hauteur pour une largeur comprise entre 0,60 et 0,90 m de largeur. Une seconde ouverture en forme d'arc de cercle (0,80 m sur 0,30 m) a été pratiquée dans le sommet de la dalle.
La forme de la chambre rappelle celle d'un trapèze dont les côtés seraient courbés. Elle mesure 5,75 m de long pour une largeur maximale de 3,25 m. Les côtés de la chambre sont constitués de murs en encorbellement composés de pierres appareillées qui ont été disposées en « piles d'assiettes ». Le mur nord-ouest est légèrement incurvé près de la porte puis se redresse au niveau de la dalle de chevet (2,22 m de largeur à la base pour 2,45 m de hauteur). Le mur nord-est est aussi légèrement courbé. Le pavage du sol de la chambre, en opus incertum composé de fines plaquettes en calcaire, a été conservé par endroits.
La chambre est recouverte par trois dalles de couverture de respectivement 2,70 m de long sur 1,75 m de large et 0,55 m d'épaisseur, 3,2 m de long sur 1,60 m de large et 0,75 m d'épaisseur et 2,45 m de long sur 1,50 m de large et 0,75 m d'épaisseur. Les trois dalles de couverture sont non jointives, elles devaient être complétées par des dalles plus petites et incluses dans le dispositif en encorbellement.
En raison de leur forme et de leur matériau, quatre pierres des murs ont été reconnues comme des stèles en réemploi. La première (0,75 m de haut sur 0,46 m de large) a été trouvée dans la partie supérieure du mur oriental de l'antichambre : de forme triangulaire, ses surfaces ont fait l'objet d'un traitement particulier (polissage) et l'un des flanc est arrondi, l'autre aplani. La seconde a été trouvée dans la partie supérieure du mur occidental de la chambre contre la dalle-porte, ses deux faces sont planes et l'une a été polie. La troisième a été retrouvée fragmentée en deux parties dans les déblais et la quatrième a été identifiée à la base du mur oriental de l'antichambre.
L'architecture générale du dolmen l'apparente à celui de Coutignargues à Fontvieille.

### Construction

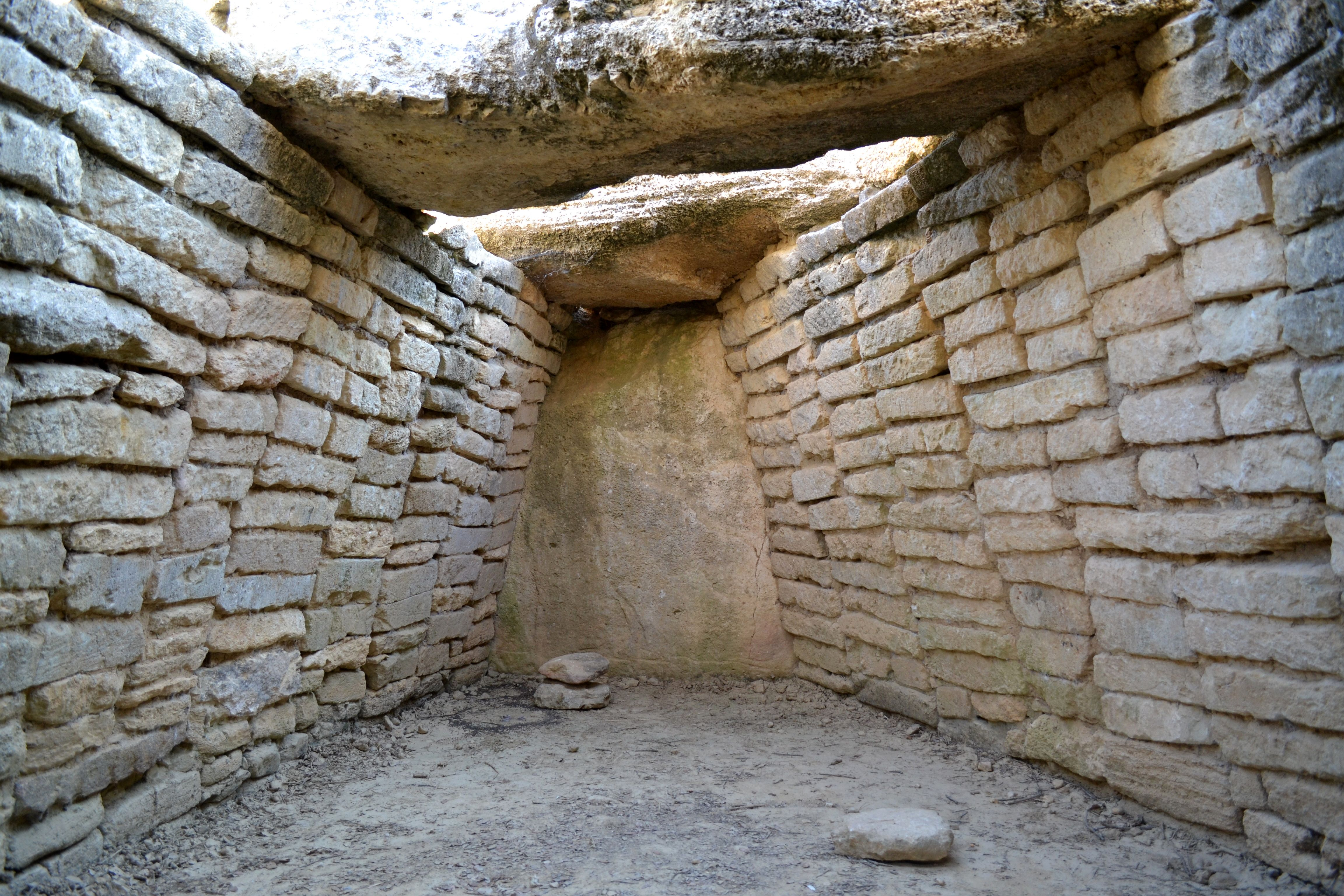
Vue intérieure de la chambre vers le chevet.

La construction du dolmen a été précédée par le creusement dans le sol, constitué d'une mollasse ,d'une tranchée mesurant 3,50 m de largeur au niveau du couloir et jusqu'à 6 m de large au niveau de la chambre. La profondeur de la tranchée s'accroît depuis l'entrée du couloir et atteint 1 m au niveau du chevet. Les côtés de tranchée sont légèrement concaves et le fond a été aplani. Deux tranchées transversales plus étroites ont été pratiquées au niveau du passage couloir/antichambre et au niveau de l'entrée de la chambre. Toutes les pierres utilisées sont en calcaire d'origine locale et proviennent d'une colline voisine distante de 100 m environ. De nombreuses traces visibles à la surface des pierres indiquent qu’elles ont été aplanies et certaines dalles de parement ont fait l'objet d'un léger polissage leur donnant un aspect légèrement bombé et doux au toucher. Les pierres des murs ont été jointoyées avec de fines plaquettes ou un sédiment limoneux de couleur blanchâtre qui ne correspond pas au milieu environnant.

### Destruction
Le dolmen a été découvert effondré sur lui-même. Il est probable que cet effondrement résulte de l'élévation des murs avec des dalles disposées en « piles d’assiettes » et d'un encorbellement très audacieux en l'absence de tout dispositif de blocage. La colline d'assise du dolmen comportant une pente du côté de la dalle de chevet, il est vraisemblable que la terre constituant le tumulus d’origine se soit affaissée sous l'action des intempéries et ait entraîné l'écroulement de la dalle de chevet qui en constituait l'unique point d'ancrage. Par la suite, les tables de couverture se sont effondrées successivement, sauf la première en partie retenue par la dalle-porte. L'absence de tout matériel archéologique découvert sous les dalles effondrées laisse penser que la destruction du dolmen serait survenue alors que la chambre était vide, soit dès sa construction et avant toute utilisation, soit à la suite d'une vidange de son remplissage. En tout état de cause, cet effondrement est survenu antérieurement à l'époque gallo-romaine : des traces de foyer et des céramiques datant de cette période indiquent qu'à cette époque l'espace délimité par la dalle-porte et la première table de couverture en partie effondrée était déjà réutilisé pour servir d'habitat.

## Matériel archéologique
Le matériel archéologique recueilli est relativement pauvre. Le matériel préhistorique se limite à une belle meule dormante en grès et à un fragment de calcaire coquillier comportant des traces en creux découverts près du fond de la chambre.  Une unique couche archéologique de 3 à 5 cm d'épaisseur a été retrouvée sur le côté nord de la chambre, le couloir et l'antichambre avaient été vidés jusqu'au sol lors de fouilles clandestines. Le matériel céramique correspond à, des tessons de poterie sigillée attribués à deux vases distincts (dont un porte l'estampille « OF AQVITA » du potier Aquitanus connu pour avoir travaillé dans les ateliers de La Graufesenque sous les règnes de Tibère et Néron, soit entre 14 et 58),  et à un lot de céramiques plus communes à pâte claire de qualité médiocre.